# Maude Petre
Maude Dominica Mary Petre (4. srpna 1863, Coptfold Hall u Margarettingu, Spojené království – 16. prosince 1942, Londýn) byla katolická řeholnice a spisovatelka, aktivní představitelka náboženského modernismu.

## Život
Již v dětství se seznámila s modernistickým teologem baronem von Hügelem, neboť patřil k oblíbeným návštěvníkům její matky.
V roce 1890 se přidala ke společenství Dcer Mariina srdce (Daughters of the Heart of Mary), které bylo liberálnější než většina tehdejších ženských náboženských institutů. Jeho členky mohly žít ve svých domovech a místo řeholního hábitu nosit běžné oblečení. Roku 1900 se stala jeho provinciálkou. Téhož roku se spřátelila s jezuitou Georgem Tyrrellem. Baron von Hügel je seznámil s dílem filozofa Alfreda Loisyho.
Od roku 1896 Maude Petre publikovala vlastní díla. Když jí roku 1907 vyšla kniha Catholicism and Independence: Being Studies in Spiritual Liberty, byla jí v jejím společenství odepřena obnova řeholních slibů. Tehdejší biskup Southwarku Peter Amigo jí rovněž odmítl udělovat svátosti.
Když Tyrrell v roce 1909 zemřel (tři roky předtím byl pro své názory vyloučen z jezuitského řádu), Maude Petre začala pracovat na jeho životopisu. V roce 1912 jej publikovala ve dvou svazcích, přičemž první byl Tyrrellovým vlastním životopisem. Její zřejmá sympatie k Tyrrellovi v jeho sporu s autoritami katolické církve byla příčinou toho, že se tato její kniha Autobiography and life of George Tyrrell v roce 1913 ocitla na Seznamu zakázaných knih. Prohloubilo to její vlastní potíže s katolickou hierarchií. Věrnost Tyrrelovým postojům však byla silnější: následujícího roku publikovala jeho eseje (Essays on Faith and Immortality), o dalších šest let později sbírku jeho dopisů.
Její kniha Modernism: Its Failure and Its Fruits, dokončená roku 1914 a publikovaná o čtyři roky později, byla jednou z prvních studií modernistického hnutí, ačkoli se v ní jasně projevilo její názorové zaměření – dávala najevo značné sympatie k modernistům a byla velmi kritická k jejich oponentům, kteří v církvi převažovali.
Za první světové války ve Francii pracovala jako ošetřovatelka. V té době vzrostl její zájem o sociální a politická témata. Po válce se oživil její zájem o teologii a náboženství, stále s příklonem k modernismu. V katolické církvi se tak stala izolovanou postavou. Nikdy ji však neopustila a ve svých pamětech nazvaných Můj způsob víry (My Way of Faith) píše o své loajalitě k ní i o své potřebě duchovního vedení v životě.
Psaní se věnovala téměř až do své náhlé smrti v prosinci 1942. Zemřela v Londýně ve věku 79 let. Byla pohřbena ve Storringtonu nedaleko hrobu George Tyrrella. Kvůli jejím modernistickým názorům biskup Amigo nepovolil, aby pohřební obřad vedl katolický kněz.